# По ком звонит колокол (фильм)
«По ком звонит колокол» (англ. For Whom the Bell Tolls) — драма режиссёра Сэма Вуда, снятая в 1943 году по одноимённому роману Эрнеста Хемингуэя.

## Сюжет
Получив задание взорвать мост через горную реку, американец Роберт Джордан (Гэри Купер), сражающийся за республиканцев, прибывает в партизанский отряд, расположенный в той местности. Его командир — хитрый и беспощадный Пабло (Аким Тамиров), от которого можно ждать чего угодно. Впрочем, ещё больший вес в отряде имеет его жена Пилар (Катина Паксино), женщина страстная и властная. Там же Роберт встречает девушку Марию (Ингрид Бергман), оказавшуюся здесь в результате подрыва отрядом Пабло франкистского поезда, перевозившего солдат и заключённых.

## В ролях
- Гэри Купер — Роберт Джордан
- Ингрид Бергман — Мария
- Катина Паксино — Пилар
- Александр Гранач — Пако
- Аким Тамиров — Пабло
- Владимир Соколов — Ансельмо (проводник)
- Артуро де Кордова — Агустин
- Михаил Разумный — Рафаэль (Цыган)
- Фортунио Бонанова — Фернандо
- Эрик Фелдари — Андрес
- Виктор Варкони — Примитиво
- Джозеф Каллея — Эль Сордо
- Лило Ярсон — Хоакин
- Фёдор Шаляпин мл. — Кашкин
- Константин Шэйн — Карков
- Дункан Ренальдо — лейтенант Беррендо

В титрах не указаны
- Гарри Кординг — мужчина, избивающий мэра
- Якима Канутт — кавалерист
- Ивонн Де Карло — девушка в кафе

## Награды и номинации

### Награды
- 1944 — Премия «Оскар»
  - Лучшая актриса второго плана — Катина Паксино
- 1944 — Премия «Золотой глобус»
  - Лучший актёр второго плана — Аким Тамиров
  - Лучшая актриса второго плана — Катина Паксино

### Номинации
- 1944 — Премия «Оскар»
  - Лучший актёр — Гэри Купер
  - Лучший актёр второго плана — Аким Тамиров
  - Лучшая актриса — Ингрид Бергман
  - Лучшие декорации
  - Лучшая операторская работа — Рэй Реннаан
  - Лучший монтаж
  - Лучшая музыка — Виктор Янг
  - Лучший фильм

## Производство
- Фильм был снят в горах Калифорнии и Невады.
- Слоган фильма — «The Most Thrilling Moment Ever Screened» («Наиболее волнующий миг, когда-либо показанный»)